# Нік Волтемаде
Нік Волтемаде (нім. Nick Woltemade, нар. 14 лютого 2002, Бремен, Німеччина) — німецький футболіст, нападник «Штутгарта» і національної збірної Німеччини.

## Ігрова кар'єра

### Клубна
Нік Волтемаде народився у місті Бремен і є вихованцем місцевого клубу «Вердер», де з 2010 року займався в клубній академії. Перед сезоном 2019/20 нападника було внесено до заявки першої команди на турнір Бундесліги. 1 лютого 2020 року Волтемаде провів свою першу на професійному рівні в основі команди. І став наймолодшим гравцем «Вердера» в чемпіонаті.
У серпні 2022 року Волтемаде був відданий в оренду до клубу Ліги 3 «Ельферсберг», де провів повний сезон. По закінченню оренди футболіст повернувся до «Вердера».
Влітку 2024 року перейшов до «Штутгарта», підписавши з клубом контракт на чотири роки.

### Збірна
З 2018 року Нік Волтемаде виступав за юнацькі збірні Німеччини. У вересні 2023 року Волтемаде дебютував у молодіжній збірній Німеччини у матчі проти однолітків з Косова.
4 червня 2025 року у півфінальному матчі Ліги націй проти Португалії Нік Волтемаде дебютував у складі національної збірної Німеччини.

## Титули і досягнення
- Володар Кубка Німеччини (1):

«Штутгарт»: 2024-25
- Найкращий бомбардир Кубка Німеччини (1):

«Штутгарт»: 2024-25